# Amrum
Amrum sziget Németországban, az északi szigetvilágban, az Északi-Fríz-szigetekhez tartozik.

## Leírása
Amrum 10 km hosszú és 3 km széles sziget. Öt faluja Norddorf, Nebel, Süddorf, Steenodde és Wittdün, ahol mintegy kétezer háromszázan élnek. Amrumon vonzó kirándulóhelyek találhatók, wattséták tehetők, megismerkedhetünk a természet- és madárvédelmi területekkel. Wittdün, a sziget fő kikötője, a sziget másik végén fekszik, ahol gyógyfürdők találhatók. A parton nudista strandot is berendeztek.
Apály idején Amrumról a watton, tehát a víztől megszabadult tengerfenéken át a szomszédos Föhr-sziget gyalog két óra alatt elérhető.

## Nevezetességek
- Vikingsírok a 7. századból

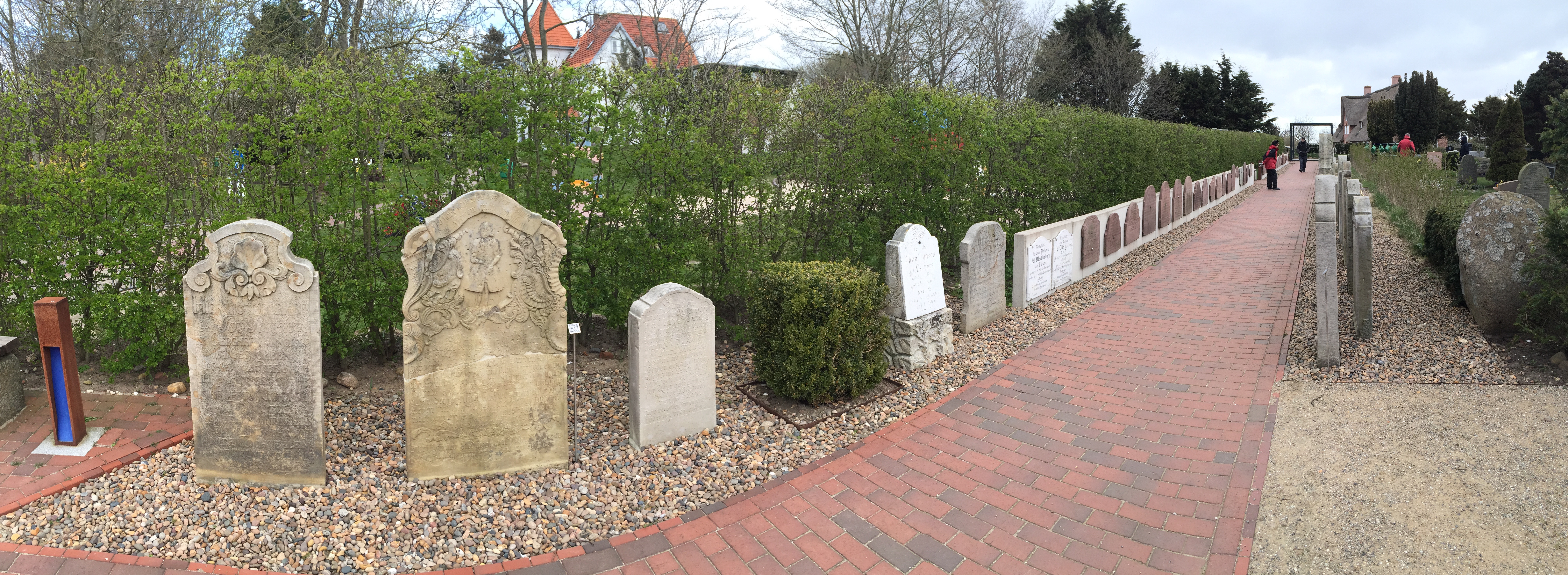
Sírkövek

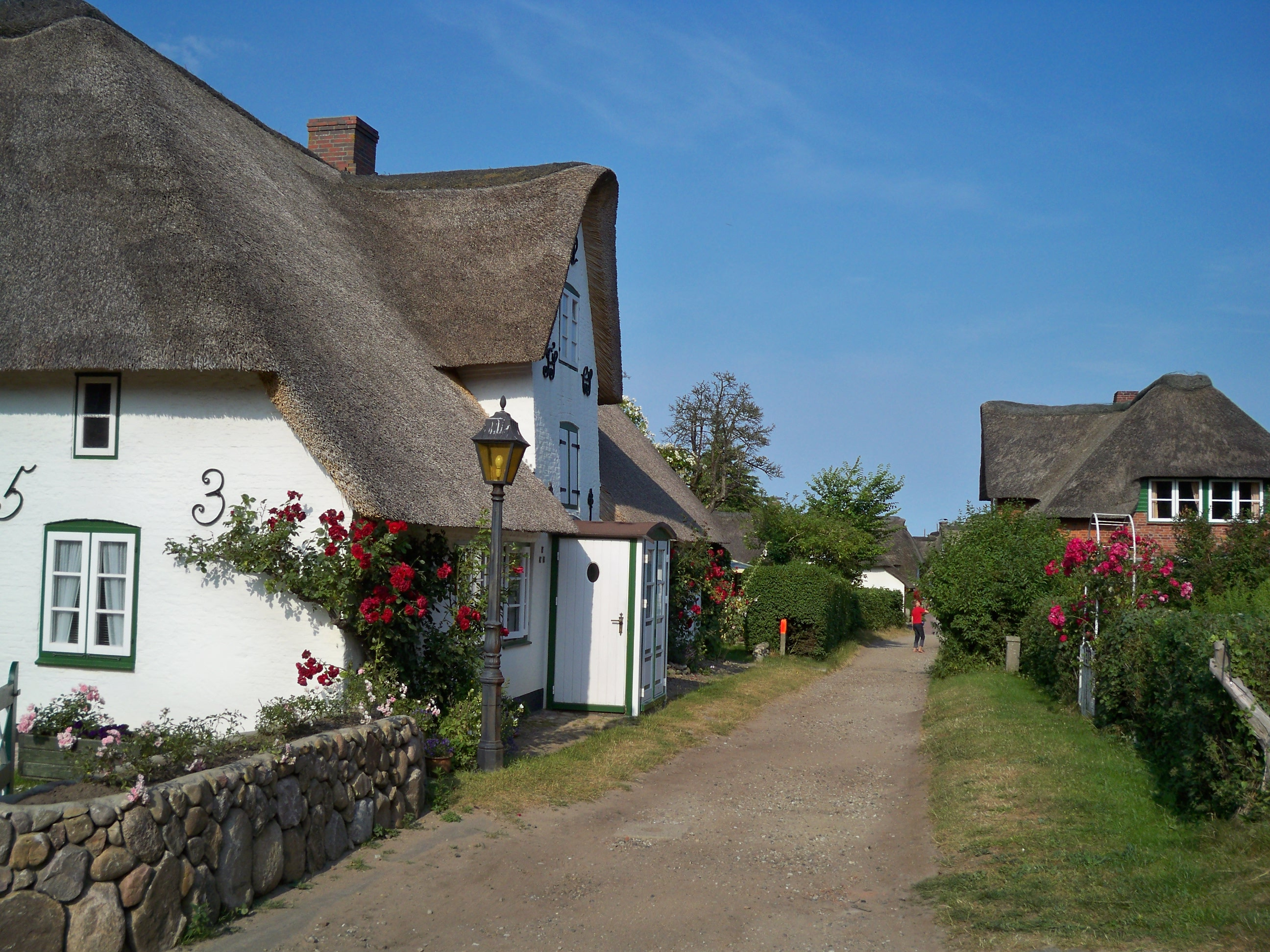
Fríz házak

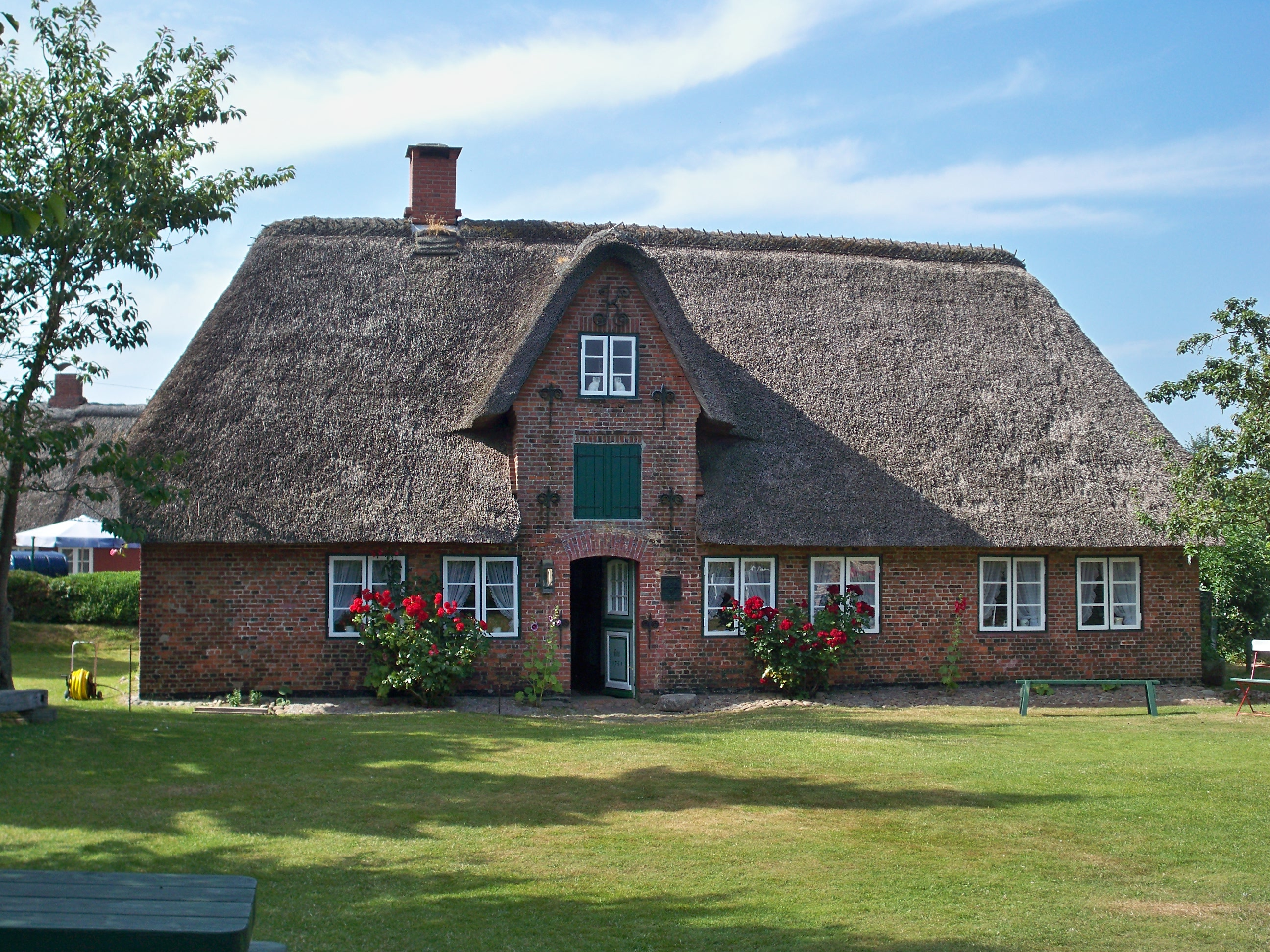
A múzeum

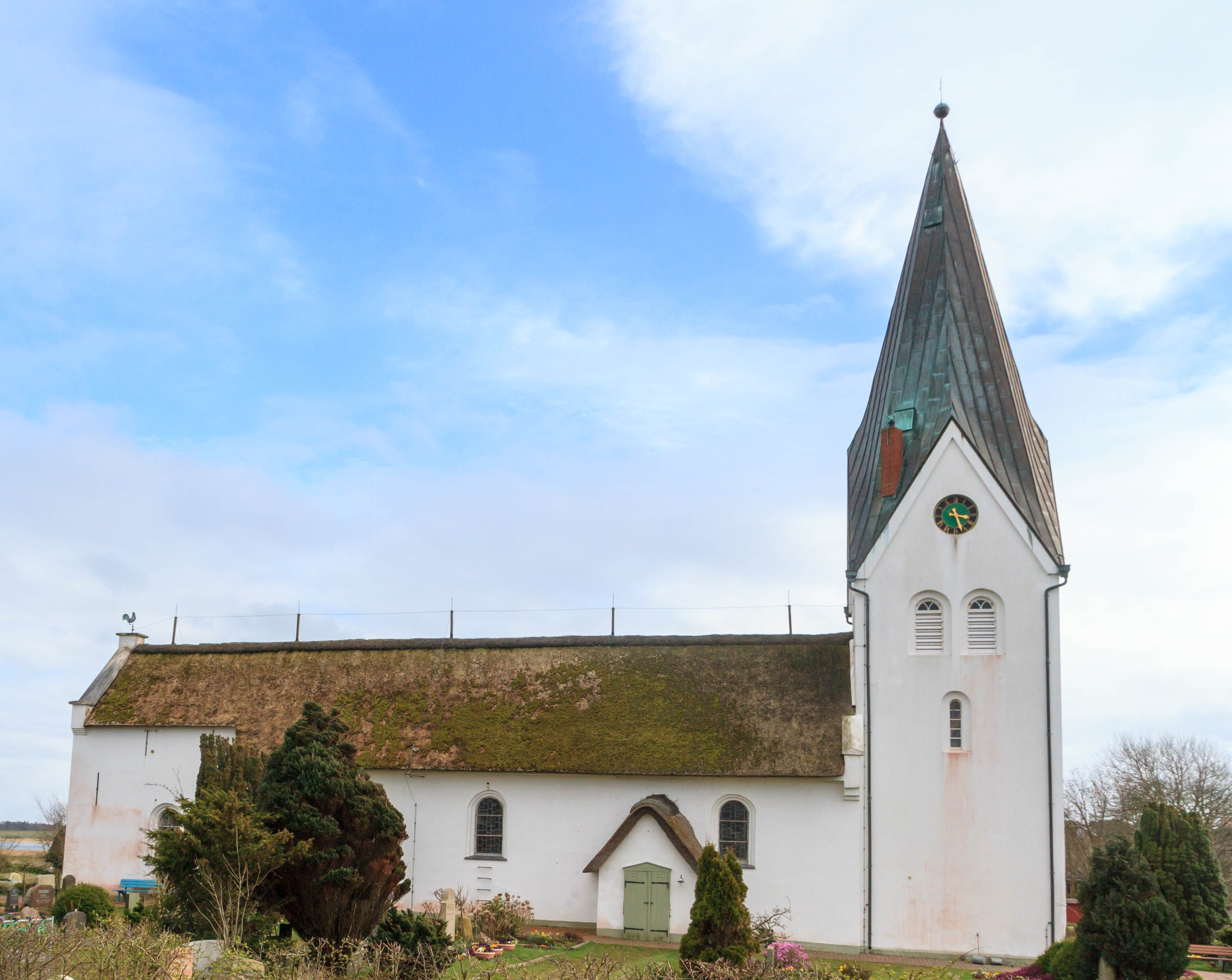
A Kelemen-templom

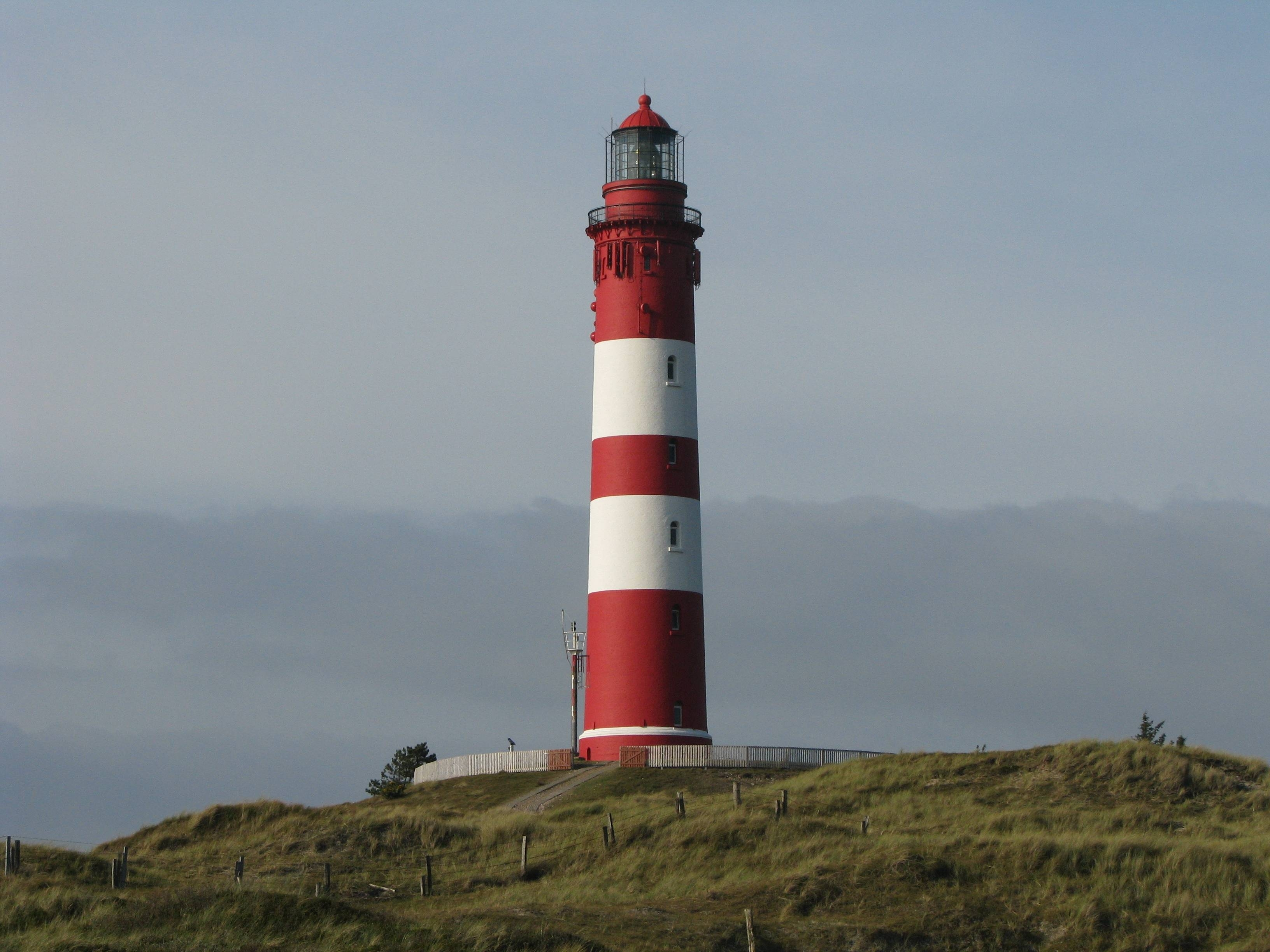
A világítótorony

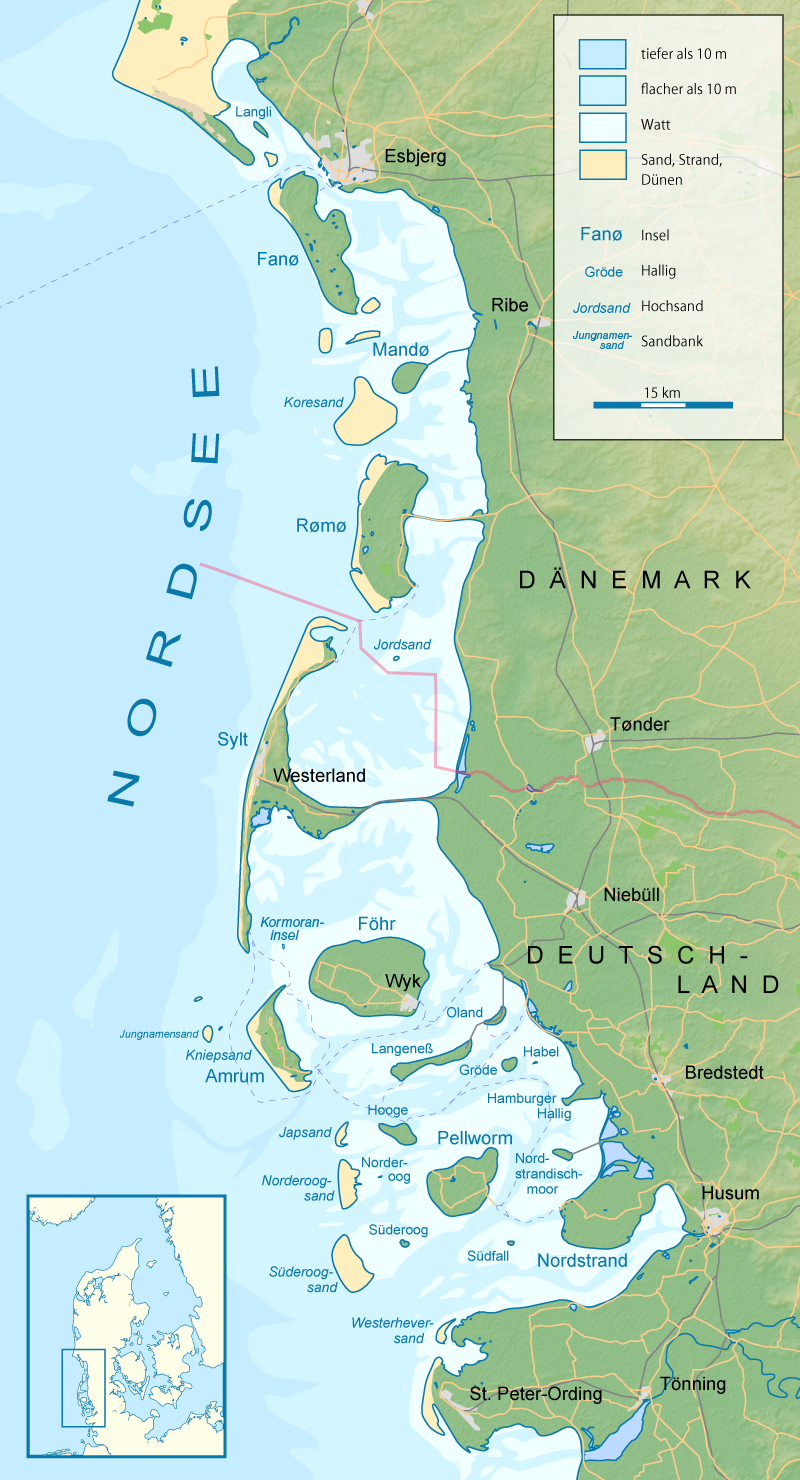

- Öreg fríz házak Nebelben és Norddorfon
- Tájmúzeum (Heimatmuseum) Nebelben
- Kelemen-templom (Clemens-Kirche).
- Világítótorony - a 67 méter magas toronyból szép kilátás nyílik a szigetekre és a környékre.